# درة تشيتو (حومة دشتستان)
درة تشيتو (بالفارسية: دره چیتو) هي قرية تقع في إيران في منطقة مركزية ريفية.